# Batalla de Alam el Halfa
La Batalla de Alam el Halfa tuvo lugar entre el 30 de agosto y el 5 de septiembre de 1942 al sur de El Alamein durante la Campaña del Desierto Occidental, en la Segunda Guerra Mundial. El Grupo Panzer África, una fuerza germano-italiana comandada por Erwin Rommel (el Zorro del Desierto) intentó envolver al Octavo Ejército Británico de Bernard Montgomery. En la última de las grandes ofensivas del Eje en el desierto occidental, Rommel había planeado derrotar al octavo ejército antes de que la llegada de refuerzos de los Aliados hiciera imposible una victoria del Eje en África.
Para el Eje el precio de la derrota no fueron solo una derrota y retirada tácticas. Con el fracaso de Alam Halfa, Rommel no solo se vio privado de su libertad operacional para lanzar ofensivas sino que también perdió toda posibilidad de campañas en el Frente africano. Las ofensivas del Eje en el frente de África no volverían a producirse.

## Desarrollo de las operaciones

Lugar de la batalla de Alam el Halfa en agosto de 1942

Montgomery, que había sido alertado de los planes de Rommel por la inteligencia ULTRA- descifrado de las comunicaciones de radio alemanas- dejó deliberadamente un hueco en el sector sur del frente, sabiendo que Rommel planeaba atacar por ahí, y desplegó el grueso de sus blindados y artillería alrededor de la cordillera de Alam el Halfa, 20 millas detrás del frente. En una nueva táctica, los blindados fueron utilizados con función antitanque, permaneciendo en sus posiciones para evitar ser destruidos, como había ocurrido en el pasado.
Dada la precaria situación de sus suministros, y al fracasar los ataques sobre las posiciones británicas, Rommel ordenó la retirada. Montgomery no explotó su victoria defensiva, optando en su lugar por consolidar sus fuerzas para la Segunda Batalla de El Alamein. Sin embargo, la 2.ª División Neozelandesa lanzó un frustrado ataque sobre posiciones italianas, sufriendo severas bajas. Rommel apuntaría a la superioridad aérea británica como factor decisivo en el resultado de la batalla, al no tener conocimiento de la inteligencia ULTRA de los británicos. A su vez, los devastadores ataques tuvieron un gran impacto sobre sus fuerzas motorizadas, lo que le obligó a interrumpir su ofensiva.

## Consecuencias
El precio de la derrota de las fuerzas del Eje no se limitó a una derrota táctica y retirada. Tras la derrota de Alam Halfa, Rommel fue privado no sólo de la capacidad operacional de iniciar ofensivas, sino que perdió la capacidad táctica de defender las bases alemanas en África. Las pretensiones del Eje en el teatro de operaciones africano no resultarían posibles desde entonces.